# آبان و خورشید
آبان و خورشید (انگلیسی: Aban and Khorshid) یک فیلم کوتاه آمریکایی در سبک درام همجنسگرایانه به کارگردانی و نویسندگی داروین سرینک است که در سال ۲۰۱۴ منتشر شد.
این فیلم کوتاه در میان فیلمهای دی وی دی پسران در فیلم ۱۴:دنیاها برخورد می‌کنند قرار دارد.

## خلاصه داستان
آبان و خورشید زوج همجنسگرا ایرانی بودند که زمانی جمهوری اسلامی ایران متوجه موضوع بین آبان و خورشید میشود آنها را دستگیر و با توجه به قوانین جمهوری اسلامی ایران آن دو اعدام میشوند. این فیلم بر اساس واقعیت بوده و به زبان فارسی و با زیر نویس انگلیسی است.

## شرکت در جشنواره‌ها و جوایز بین‌المللی
در سال ۲۰۱۴:
- انجمن بازیگران آمریکا (ایالات متحده)[۴]
- Image Out، جشنواره فیلم ال‌جی‌بی‌تی راچستر و جشنواره فیلم (ایالات متحده) - برنده جایزه هیئت داوران: بهترین فیلم کوتاه[۵]
- جشنواره جایزه آیریس - کاردیف (انگلستان) - بسیار مورد ستایش قرار گرفت.[۶]
- جشنواره فیلم‌های گی و لزبین‌های Long Island (ایالات متحده) - جوایز فیلم کوتاه: مردان - جایزه هیئت داوران، جایزه تماشاگران[۷]
- Outfest (ایالات متحده) - بهترین فیلم جشنواره[۸]
- جشنواره بین‌المللی فیلم پالم اسپرینگز (ایالات متحده) - بهترین فیلم جشنواره[۹]
- SIFF، جشنواره بین‌المللی فیلم سیاتل (ایالات متحده) - برنده جایزه ShortsFest[۱۰] و جایزه سوزن فضایی طلایی - بهترین فیلم کوتاه.[۱۱]

در سال ۲۰۱۵:
- فیلم سازان نوظهور، غرفه آمریکا (فرانسه) - دسته ال‌جی‌بی‌تی - برنده[۱۲]
- CIFF 39، جشنواره بین‌المللی فیلم کلیولند (ایالات متحده) - بهترین فیلم کوتاه ال‌جی‌بی‌تی[۱۳][۱۴]
- جشنواره بین‌المللی فیلم‌های LGBT GAZE - دوبلین (ایرلند) - بهترین فیلم کوتاه بین‌المللی - برنده[۱۵]

## بازیگران
- موژان آریا - آبان
- بابی نادری - خورشید
- شهاب رودباری - نگهبان
- حمید نائینی - نگهبان شماره ۲
- آرش راهداری - نگهبان شماره ۳
- شهاب رودباری - مأمور اعدام شماره ۱
- همایون درودیان - مأمور اعدام شماره ۲